# Jaime Alas
Jaime Enrique Alas Morales (San Salvador, 30 de julio de 1989) es un futbolista salvadoreño que juega de volante ofensivo. Su actual equipo es el CSD Municipal de Guatemala.

## Trayectoria
Inició su carrera profesional en San Salvador FC para el Torneo Clausura 2007. De 2006 a 2009 formó parte de las reservas del equipo argentino River Plate, y a partir de 2010 militó en CD Luis Ángel Firpo. 
Para junio del 2012, por medio de un acuerdo verbal trascendió que Alas jugaría en la Primera División de Noruega. El contrato se hizo efectivo con el Rosenborg BK para un período de tres años; dicho equipo es entrenado por Jan Jonsson quien destacó las virtudes defensivas y ofensivas del salvadoreño.
Sin embargo, Alas —que no participó en ningún juego de la temporada regular del 2013, aunque sí en dos partidos de la Liga Europea de la UEFA 2012-13— fue cedido en préstamo por el equipo noruego en julio del mismo año al San Jose Earthquakes de la MLS. En 2014 terminó la relación con San Jose y se sumó al Club de Fútbol Ballenas Galeana Morelos de la Liga de Ascenso de México.

## Selección nacional
En selecciones nacionales, Alas —hermano del también futbolista Dennis Alas— ha sido parte de selecciones juveniles menores de 17, 20, y 23 años, entre las que destaca su participación en el preolímpico de Concacaf de 2012. Con el combinado mayor, debutó en torneos oficiales en la Copa Centroamericana 2011, en la que anotó dos goles; asimismo fue convocado para la Copa de Oro de la Concacaf 2011. Participó en la Copa Centroamericana 2014 y Copa de Oro de la Concacaf 2015
En eliminatorias para la copa mundial de fútbol, ha participado en once juegos de la clasificación de Concacaf para Brasil 2014, en la que logró dos goles para la selección salvadoreña.
Participó en la clasificación de Concacaf para la Copa Mundial de Fútbol de 2018 con 10 partidos jugados y ningún gol.

## Clubes
Actualizado al último partido jugado el 20 de noviembre de 2024.
| Club Deportivo Luis Ángel Firpo · El Salvador    | 1.ª                 | 2010-11             | 11  | 3  | - | - | -  | - | 11  | 3  |
| Club Deportivo Luis Ángel Firpo · El Salvador    | 1.ª                 | 2011-12             | 34  | 6  | - | - | -  | - | 34  | 6  |
| Club Deportivo Luis Ángel Firpo · El Salvador    | Total               | Total               | 45  | 9  | 0 | 0 | 0  | 0 | 45  | 9  |
| Rosenborg Ballklub · Noruega                     | 1.ª                 | 2012                | 3   | 0  | - | - | 2  | 0 | 5   | 0  |
| Rosenborg Ballklub · Noruega                     | 1.ª                 | 2013                |     |    |   |   |    |   |     |    |
| Rosenborg Ballklub · Noruega                     | Total               | Total               | 3   | 0  | 0 | 0 | 2  | 0 | 5   | 0  |
| San Jose Earthquakes Estados Unidos              | 1.ª                 |                     |     |    |   |   |    |   |     |    |
| San Jose Earthquakes Estados Unidos              | 1.ª                 | 2013                | 5   | 0  | - | - | 3  | 0 | 8   | 0  |
| San Jose Earthquakes Estados Unidos              | Total               | Total               | 5   | 0  | 0 | 0 | 3  | 0 | 8   | 0  |
| Club de Fútbol Ballenas Galeana Morelos · México | 2.ª                 | 2014                | 9   | 2  | - | - | -  | - | 9   | 2  |
| Club de Fútbol Ballenas Galeana Morelos · México | Total               | Total               | 9   | 2  | 0 | 0 | 0  | 0 | 9   | 2  |
| Club Deportivo FAS · El Salvador                 | 1.ª                 |                     |     |    |   |   |    |   |     |    |
| Club Deportivo FAS · El Salvador                 | 1.ª                 | 2014                | 15  | 3  | - | - | 1  | 0 | 16  | 3  |
| Club Deportivo FAS · El Salvador                 | Total               | Total               | 15  | 3  | 0 | 0 | 1  | 0 | 16  | 3  |
| Club Social y Deportivo Municipal · Guatemala    | 1.ª                 |                     |     |    |   |   |    |   |     |    |
| Club Social y Deportivo Municipal · Guatemala    | 1.ª                 | 2015                | 21  | 0  | - | - | -  | - | 21  | 0  |
| Club Social y Deportivo Municipal · Guatemala    | 1.ª                 | 2015-16             | 39  | 0  | - | - | 3  | 0 | 42  | 0  |
| Club Social y Deportivo Municipal · Guatemala    | 1.ª                 | 2016-17             | 40  | 2  | - | - | -  | - | 40  | 2  |
| Club Social y Deportivo Municipal · Guatemala    | 1.ª                 | 2017-18             | 45  | 2  | - | - | -  | - | 45  | 2  |
| Club Social y Deportivo Municipal · Guatemala    | 1.ª                 | 2018-19             | 41  | 3  | - | - | -  | - | 41  | 3  |
| Club Social y Deportivo Municipal · Guatemala    | 1.ª                 | 2019-20             | 35  | 0  | - | - | -  | - | 35  | 0  |
| Club Social y Deportivo Municipal · Guatemala    | 1.ª                 | 2020-21             | 32  | 2  | - | - | 1  | 0 | 33  | 2  |
| Club Social y Deportivo Municipal · Guatemala    | 1.ª                 | 2021-22             | 43  | 1  | - | - | -  | - | 43  | 1  |
| Club Social y Deportivo Municipal · Guatemala    | 1.ª                 | 2022-23             | 41  | 0  | - | - | 3  | 0 | 44  | 0  |
| Club Social y Deportivo Municipal · Guatemala    | Total               | Total               | 337 | 10 | 0 | 0 | 7  | 0 | 344 | 10 |
| Antigua Guatemala Fútbol Club · Guatemala        | 1.ª                 |                     |     |    |   |   |    |   |     |    |
| Antigua Guatemala Fútbol Club · Guatemala        | 1.ª                 | 2023-24             | 34  | 0  | - | - | -  | - | 34  | 0  |
| Antigua Guatemala Fútbol Club · Guatemala        | Total               | Total               | 34  | 0  | 0 | 0 | 0  | 0 | 34  | 0  |
| Club Deportivo Guastatoya · Guatemala            | 1.ª                 |                     |     |    |   |   |    |   |     |    |
| Club Deportivo Guastatoya · Guatemala            | 1.ª                 | 2024-25             | 14  | 1  | - | - | -  | - | 14  | 1  |
| Club Deportivo Guastatoya · Guatemala            | Total               | Total               | 14  | 1  | 0 | 0 | 0  | 0 | 14  | 1  |
| Total en su carrera                              | Total en su carrera | Total en su carrera | 462 | 25 | 0 | 0 | 13 | 0 | 475 | 25 |
| (2) No incluye goles en partidos amistosos.      |                     |                     |     |    |   |   |    |   |     |    |

Reservas
| Club                      | País        | Año         |
| ------------------------- | ----------- | ----------- |
| San Salvador Fútbol Club  | El Salvador | 2006        |
| Club Atlético River Plate | Argentina   | 2006 - 2009 |

### Selección nacional
| Selección                                  | Año                 | Partidos | Goles |
| ------------------------------------------ | ------------------- | -------- | ----- |
| El Salvador Sub-21                         |                     |          |       |
| 2010                                       | 2                   | 0        |       |
| El Salvador Sub-23                         |                     |          |       |
| 2011                                       | 2                   | 0        |       |
| 2012                                       | 4                   | 1        |       |
| Total en su carrera                        | Total en su carrera | 8        | 1     |
| El Salvador                                | 2010                | 2        | 0     |
| El Salvador                                | 2011                | 20       | 4     |
| El Salvador                                | 2012                | 10       | 2     |
| El Salvador                                | 2013                | 1        | 0     |
| El Salvador                                | 2014                | 5        | 0     |
| El Salvador                                | 2015                | 15       | 0     |
| El Salvador                                | 2016                | 5        | 0     |
| El Salvador                                | 2017                | 3        | 0     |
| El Salvador                                | 2018                | 4        | 0     |
| El Salvador                                | 2019                | 8        | 0     |
| El Salvador                                | 2020                | 0        | 0     |
| El Salvador                                | 2021                | 2        | 0     |
| Total en su carrera                        | Total en su carrera | 75       | 6     |
| Estadísticas hasta el 29 de marzo de 2021. |                     |          |       |

## Palmarés

### Campeonatos nacionales
| N.º | Título        | Club                              | País      | Año  |
| --- | ------------- | --------------------------------- | --------- | ---- |
| 1   | Clausura 2017 | Club Social y Deportivo Municipal | Guatemala | 2017 |
| 2   | Apertura 2019 | Club Social y Deportivo Municipal | Guatemala | 2019 |